# 圓葉目
圓葉目（Cyclophyllidea）是絛蟲綱下的一個目，該目下的物種主要營寄生。圓葉目下的寄生蟲會對人畜的健康造成危害。

## 下属分类
圓葉目下有五個科，分別是：
- 複孔科 Dipylidiidae ，最具代表性的物種是犬複孔絛蟲（Dipylidium caninum）。
- 膜殼科 Hymenolepididae ，最具代表性屬的是膜殼屬（英语：Hymenolepis (tapeworm)），例如：缩小膜壳绦虫。
- 帶絛蟲科 Taeniidae ，其中豬帶絛蟲會危害豬的健康。
- 裸頭科 Anoplocephalidae ，一部分物種的宿主為馬。
- 戴文絛蟲科 Davaineidae ，主要宿主是鳥類。